# Lillsjön (Södra Ljunga socken, Småland)
Lillsjön är en sjö i Ljungby kommun i Småland och ingår i Helge ås huvudavrinningsområde.